# Joan Bruguera i Gras
Joan Bruguera i Gras (Sant Pere de Vilamajor, 1954) és empresari agrícola i ramader i va ser alcalde de Sant Pere de Vilamajor entre el 2003 i el 2007.
Estudià arquitectura a la Universitat Politècnica de Catalunya, tot i que es dedicà en exclusiva a la gestió de can Ribes, l'empresa agrària de la seva família, a Sant Pere de Vilamajor. El 1993 es va fer militant d'ERC, i en les eleccions del 1995 encapçalava la llista municipal d'aquest partit, amb què entrà de regidor a l'ajuntament. Repetí escó el 1999, i el 2003 la seva llista va ser la més votada. Pactà l'alcaldia amb els dos regidors del PSC i va ser alcalde del municipi des del 25 de maig del 2003 al 16 de juny del 2007.
A les eleccions municipals de 2007, la llista d'Esquerra Republicana de Catalunya va obtenir 2 regidors quedant com a segona força del consistori. La força majoritària, CiU signà un pacte de govern amb PSC, ISP i PPC que donà l'alcaldia a Josep Maria Llesuy (CiU). El 20 de juliol de 2007, Joan Bruguera presentà la seva renúncia com a regidor.
El seu avi va ser alcalde entre els anys 1923 i 1924. El seu pare, Joan Bruguera i Arqué, i un oncle seu, Francesc Gras i Ventura, van ser regidors en els anys seixanta. Un altre oncle, Esteve Bruguera, fou alcalde deu anys, del 1973 al 1983. Finalment, el seu germà Salvador va ser regidor de l'ajuntament en el període 1987-1981.